# 제 장공 (12대)
제 장공(齊莊公, ? ~ 기원전 731년, 재위 기원전 794년 ~ 기원전 731년)은 제나라의 제12대 후작으로, 이름은 속(贖) 혹 구(購)이다.

## 사적
기원전 795년, 아버지 제 성공이 재위 9년 만에 죽자 제후가 되었으며, 재위 64년 만에 죽어 아들 제 희공이 제후가 되었다.
장공 27년(기원전 768년), 제나라는 축(祝)나라를 멸했다. 이로써 제나라는 축아(祝阿) · 축구(祝丘) 땅을 손에 넣었다.

## 가정
- 제 성공 (아버지)
  - 제 장공
    - 제 희공 (아들)
    - 이중년 (아들)
    - 장강(莊姜:위장공(衛莊公)의 부인-딸)